# Maurice Casey
Philip Maurice Casey, conosciuto come Maurice Casey (Sunderland, 18 ottobre 1942 – 10 maggio 2014), è stato un biblista britannico.

## Biografia
Maurice Casey era figlio del vicario anglicano di Wheatley Hill, un villaggio della contea di Durham. Dopo la morte del padre, la madre si trasferì a Chevington nel Suffolk e Maurice frequentò prima la Sanctuary School a Walsingham  e poi la Woodbridge School a Woodbridge. Dopo il diploma si iscrisse in teologia al St Chad’s College a Durham con l’intenzione di diventare prete anglicano, ma nel 1962, mentre stava completando gli studi per conseguire il Bachelor's degree, cambiò le sue vedute e abbandonò la religione cristiana, senza però rinunciare a completare gli studi in teologia. In seguito alla sua crisi religiosa, decise di dedicarsi a studiare il Gesù storico e per dotarsi degli strumenti culturali necessari conseguì la laurea in Letteratura generale e classica e studiò l’aramaico. In seguito insegnò materie classiche, inclusa la storia antica, in alcune scuole, tra cui la Spalding High School a Spalding. Nel 1977 conseguì il dottorato in teologia all’Università di Durham. Dopo un anno di insegnamento al Darlington College of Education a Darlington, nel 1979 divenne lettore all’Università di Nottingham, dove in seguito fu nominato professore di Lingue e Letteratura del Nuovo Testamento nell’ambito del Dipartimento di Teologia. Nel 2006 si è ritirato dall’insegnamento  per motivi di salute, diventando professore emerito.

## Campo di studi
Casey ha studiato principalmente il cristianesimo delle origini, l’uso dell’espressione Figlio dell'Uomo in riferimento a Gesù e le fonti aramaiche all’origine del Vangelo di Marco e della Fonte Q.

## Posizioni
Casey si definiva uno studioso indipendente, che non serviva gli interessi di alcuna fede religiosa né di alcun gruppo anti-religioso. Riteneva che Gesù fosse realmente esistito, ma non credeva nella sua divinità e messianicità. Criticava i fondamentalisti che accettano miracoli incredibili (come il camminare sulle acque), le chiese cristiane che si rifiutano di cogliere l’ebraicità di Gesù, i miticisti che rifiutano tutto di Gesù ed anche alcune correnti di studiosi liberali come il Jesus Seminar, che vedono Gesù come una specie di filosofo cinico e danno credito ad alcuni scritti apocrifi di scarso o nullo valore storico, come il Vangelo di Tommaso ed il Vangelo di Pietro. Casey riteneva che i documenti su Gesù di maggiore valore storico siano il Vangelo di Marco e le Lettere di Paolo. Secondo Casey, Gesù avrebbe predicato, avrebbe guarito persone affette da disturbi psicosomatici e sarebbe stato crocifisso e sepolto, ma non sarebbe risuscitato; la storia della tomba vuota sarebbe una tradizione sorta in seno alla comunità primitiva. Dopo la morte di Gesù, i suoi discepoli e suo fratello Giacomo avrebbero avuto alcune visioni di lui. Casey ha criticato Papa Benedetto XVI per i suoi libri su Gesù (Gesù di Nazaret, L'infanzia di Gesù e Gesù di Nazaret. Dall'ingresso in Gerusalemme fino alla risurrezione), accusando il pontefice di fare uso di fonti che, a suo parere, non sono storicamente affidabili, come il Vangelo di Giovanni.

## Libri pubblicati
- Maurice Casey, Son of Man: The Interpretation and Influence of Daniel 7, SPCK, London, 1979.
- Maurice Casey, From Jewish Prophet to Gentile God: The Origins and Development of New Testament Christology, Westminster/J. Knox Press, Cambridge, England, 1991.
- Maurice Casey, Is John's Gospel True?, Routledge, London and New York, 1996.
- Maurice Casey, Aramaic Sources of Mark's Gospel, Society for New Testament Studies Monograph Series, Cambridge; New York: Cambridge University Press, 1998,
- Maurice Casey, An Aramaic Approach to Q: Sources for the Gospels of Matthew and Luke, Society for New Testament Studies Monograph Series. Cambridge, U.K. ; New York: Cambridge University Press, 2002.
- Maurice Casey, The Solution to The "Son of Man" Problem, Library of New Testament Studies 343, T & T Clark, London; New York, 2007.
- Maurice  Casey and James G. Crossley, Judaism. Jewish Identities, and the Gospel Tradition: Essays in Honour of Maurice Casey, Bibleworld. London; Oakville, CT: Equinox Pub., 2008.
- Maurice Casey, Jesus of Nazareth: An Independent Historian's Account of His Life and Teaching, T&T Clark, 2010.
- Maurice Casey, Jesus: Evidence and Argument Or Mythicist Myths?, Boomsbury, 2014